# Подарки по телефону
«Подарки по телефону» (латыш. «Dāvanas pa telefonu») — кинофильм в жанре детектива. СССР, 1977 год.

## Сюжет
Машинисту Арнольду Петерсону, работающему в грузовом движении на маршруте Рига — Клайпеда, регулярно звонит по телефону неизвестный, благодарит за отличную работу и сообщает, что на его сберкнижку переведены деньги. Петерсон понимает, что дело нечисто, но в милицию идти боится. Однажды на путях произошёл подозрительный несчастный случай — другой машинист попал под поезд. При погибшем обнаружили сберкнижку с регулярными ежемесячными переводами…
Узнав о гибели товарища, Петерсон понял, за что его «одаривали»: сам того не подозревая, он способствовал перевозу «левого груза». На станции началась проверка, была организована слежка. Решив пойти в органы не с пустыми руками, Петерсон по своей инициативе стал фотографировать во время работы всех, кто мог быть причастен к махинациям с лишними вагонами, которые отсоединялись в пути. Эта инициатива чуть не стоила ему жизни.

## В ролях
- Стасис Петронайтис — Арнольд Петерсон
- Эугения Плешките — Тамара Шимановская
- Харий Лиепиньш — Розе, директор
- Хелга Данцберга — Мирдза
- Гунар Цилинский — полковник
- Петерис Лиепиньш — Зигис, машинист на железной дороге, напарник Арнольда
- Паул Буткевич — Эдельманис, инспектор угрозыска (озвучивал Александр Белявский)
- Интс Буранс — Круглов
- Виктор Плют — Георгий Матвеевич Яковлев
- Ивар Калныньш — Роберт Салмс, грузчик, любовник дочери убитого машиниста
- Артур Калейс — Менгелис, завскладом
- Юрис Каминскис — железнодорожник, аферист
- Алексей Михайлов — железнодорожник
- Лилиана Весере — Гуна, дочь (озвучивала Наталья Рычагова)
- Аквелина Ливмане — Инна Даркевиц
- Ольгерт Кродерс — адвокат-инвалид, родственник Арнольда
- Юрис Плявиньш — Митя, сцепщик
- Волдемар Лобиньш — эпизод

## Съёмочная группа
- Режиссёр: Алоиз Бренч
- Автор сценария: Андрис Колбергс
- Оператор: Микс Звирбулис
- Художник: Гунарс Балодис
- Композитор: Раймонд Паулс
- Художник по костюмам: Вечелла Варславане
- Главный консультант: Анрийс Кавалиерис